# مرد بی‌نام
مرد بی‌نام (انگلیسی: Man with No Name) شخصیتی است که کلینت ایستوود در سه‌گانه دلار متشکل از به خاطر یک مشت دلار (۱۹۶۴)، به خاطر چند دلار بیشتر (۱۹۶۵) و خوب، بد، زشت (۱۹۶۶) ساخته سرجو لئونه در سبک وسترن اسپاگتی به نمایش می‌گذارد. او به راحتی با کلاه گرد قهوه‌ای، پانچوی سبزرنگ، چکمه‌های کابویی، سیگارش و این حقیقت که به ندرت سخن می‌گوید، قابل شناسایی است. این شخصیت از آن‌جا که هیچ‌گاه در هیچ‌یک از این سه فیلم نامی نداشت، به مرد بی‌نام شناخته می‌شود. هنگامی که ایستوود در ۱۹۹۶ به خاطر یک عمر دستاورد هنری از سوی بنیاد فیلم آمریکا مفتخر به دریافت جایزه شده بود، جیم کری او را این‌طور معرفی کرد: «مرد بدون نام، نامی نداشت. پس می‌توانیم خودمان جای خالی نامش را پر کنیم.»